# Jeff Bujas
Jeff Bujas (16 de marzo de 1979) es un deportista canadiense que compitió en remo. Ganó dos medallas en el Campeonato Mundial de Remo, en los años 2004 y 2005, ambas en la prueba de cuatro scull ligero.

## Palmarés internacional
| Campeonato Mundial | Campeonato Mundial | Campeonato Mundial | Campeonato Mundial  |
| Año                | Lugar              | Medalla            | Prueba              |
| ------------------ | ------------------ | ------------------ | ------------------- |
| 2004               | Bañolas (España)   | Medalla de plata   | Cuatro scull ligero |
| 2005               | Kaizu (Japón)      | Medalla de bronce  | Cuatro scull ligero |